# Зігфрід Поппер
Зігфрід Поппер (нім. Siegfried Popper; 5 січня 1848, Прага — 19 квітня 1933, Прага) — видатний австро-угорський інженер-кораблебудівник, контрадмірал (1904).

## Біографія
Син торговця Йоахіма Поппера. Закінчив Німецьке реальне училище в Празі, а потім Празький технічний університет. Здобув ступінь у галузі машинобудування після трирічного навчання у технологічному інституті Карлсруе.

### Кар'єра
В 1869 році вступив в австрійську морську службу як помічник конструктора. Коли в 1891 Поппер був призначений головним конструктором, ВМФ Австро-Угорщини повністю складався з застарілих кораблів через мізерне фінансування, оскільки австрійське керівництво виступало за сильний флот, але угорське відкидало всі пропозиції Незабаром все ж таки був отриманий дозвіл на будівництво трьох броненосців берегової оборони типу Monarch. В умовах мізерного фінансування з боку уряду Поппер створив невеликі вдалі по конструкції кораблі, що відрізнялися гарною рухливістю та бронюванням, але дещо слабким озброєнням через малу задану водотоннажність.
Наступними його проектами стали броненосці типу Habsburg і типу Erzherzog Karl, які також відрізнялися гарною рухливістю і бронюванням, більше схожі на броненосні крейсери. Також ці кораблі відрізнялися продуманою конструкцією відсіків корпусу, гарною водовідливною системою і обмеженим застосуванням дерева. 
В 1905 році, ще до появи HMS Dreadnought, надав на розгляд вищого керівництва 5 проектів лінійного корабля, 2 з яких передбачали озброєння вісьмома 280-мм або шістьма 305-мм гарматами в чотирьох вежах, тобто за тим же принципом «лише великі гармати», проте ці проекти не були схвалені. Перевага була віддана традиційнішому і дешевшому проекту лінійного корабля типу Radetzky, які, втім, вважаються одними з кращих класичних броненосців. Бронювання цих кораблів мало поступалося першим серіям британських дредноутів, особливу увагу приділили протимінному бронюванню. З ініціативи Поппера восени 1906 року було зроблено кілька підводних вибухів біля борту старого броненосця Kaiser Max. За результатами цих випробувань кораблі типу Radetzky отримали покращений протимінний захист. Озброєння також було значно покращено, проте через тривале будівництво кораблі типу Radetzky до моменту добудови вже застаріли.
В 1907 році Зігфрід Поппер вийшов на пенсію.

### Подальше життя
Після виходу на пенсію працював консультантом суднобудівної компанії Stabilimento Tecnico Triestino (STT). На замовлення військово-морського управління в 1908 році конструкторська група STT під керівництвом Поппера розпочала проектування Австро-Угорського дредноуту. Результатом став проект лінійного корабля типу Viribus Unitis. Це були перші лінійні кораблі, що поєднували в собі тригарматні вежі з лінійно-піднесеним розташуванням. Також займався перекладом книг з івриту на німецьку. Після розпаду Австро-Угорщини переїхав в Чехословаччину, де проживав у повному забутті. В квітні 1933 року через погіршення слуху був збитий трамваєм. Через кілька днів помер у лікарні .

## Нагороди
- Орден Залізної Корони 3-го класу
- Золотий хрест «За цивільні заслуги» (Австро-Угорщина) з короною
- Орден Франца Йосифа, великий хрест
- Ювілейна пам'ятна медаль 1898
- Хрест «За вислугу років» (Австрія) 2-го класу для офіцерів (25 років)
- Почесний доктор Віденського університету (1916) — в 1930 році відмовився від звання на знак протесту проти антисемітської агітації.